# Кремпель (Дитмаршен)
Кремпель (нем. Krempel) — община в Германии, в земле Шлезвиг-Гольштейн.
Входит в состав района Дитмаршен. Подчиняется управлению КЛьГ Лунден. Население составляет 625 человек (на 31 декабря 2010 года). Занимает площадь 4,83 км².